# Sicho-myeon
Sicho-myeon (koreanska: 시초면) är en socken i kommunen Seocheon-gun i provinsen Södra Chungcheong i Sydkorea, 160 km söder om huvudstaden Seoul.